# Nigel Spink
Nigel Philip Spink (Chelmsford, Inglaterra; 8 de agosto de 1958) es un exfutbolista inglés que jugó como portero. Durante sus veinticinco años de carrera resaltó por su paso en el Aston Villa, club con el que debutó en 1979 y jugó más de 450 partidos en casi veinte años.
Es recordado por su actuación en la final de la Copa de Campeones de Europa de 1982 contra el Bayern de Múnich, en la que tuvo que entrar de emergencia a los nueve minutos del primer tiempo tras la lesión del titular, Jimmy Rimmer. A pesar de ser su segundo partido profesional, Spink respondió de gran manera los ataques alemanes, lo que le permitió a su equipo ganar el torneo gracias a un gol de Peter Withe.

## Clubes
| Club                 | País       | Año       |
| -------------------- | ---------- | --------- |
| Chelmsford City F.C. | Inglaterra | 1976-1977 |
| Aston Villa          | Inglaterra | 1977-1996 |
| West Bromwich Albion | Inglaterra | 1996-1997 |
| Millwall             | Inglaterra | 1997-2000 |
| Forest Green Rovers  | Inglaterra | 2000-2001 |

## Palmarés

### Campeonatos nacionales (1)
| Título          | Club        | País       | Año     |
| --------------- | ----------- | ---------- | ------- |
| Copa de la Liga | Aston Villa | Inglaterra | 1993-94 |

### Campeonatos internacionales (2)
| Título                      | Equipo      | Sede         | Año     |
| --------------------------- | ----------- | ------------ | ------- |
| Copa de Campeones de Europa | Aston Villa | Países Bajos | 1981-82 |
| Supercopa de Europa         | Aston Villa | Inglaterra   | 1982    |